# Блайбах
Блайбах (нім. Blaibach) — громада в Німеччині, розташована в землі Баварія. Підпорядковується адміністративному округу Верхній Пфальц. Входить до складу району Кам.
Площа — 17,02 км2. Населення становить 1961 ос. (станом на 31 грудня 2020).